# بانوراما (مجلة)
بانوراما Panorama، هي مجلة إخبارية أسبوعية باللغة الإيطالية تصدر في إيطاليا ومقرها في ميلانو.
تأسست بانوراما في ميلانو عام 1939. تم إغلاق المجلة من قبل الحكم الفاشي في ديسمبر 1940 بسبب نشر النصوص المترجمة من قبل الصحفية آدا جوبيتي.  أعاد الناشر الإيطالي أرنولدو موندادوري إطلاقها بالتعاون مع مجموعة أمريكان تايم إنك في ميلانو في أكتوبر 1962.  

## روابط خارجية
- الموقع الرسمي